# Michail Děgťarjov
Michail Vladimirovič Děgťarjov (rusky Михаил Владимирович Дегтярёв, * 10. července 1981, Samara, SSSR) je ruský politik, člen Liberálně-demokratické strany Ruska poslance Vladimira Žirinovského. Od září 2021 je gubernátorem Chabarovského kraje.

## Život

### Kontroverzní návrhy (výběr)

#### Menstruační zákon
V roce 2013 navrhoval přiznat ženám v období menstruace dva dny tzv. placeného 'menstruačního volna'.

#### Zákaz amerického dolaru
V roce 2013 vypracoval zákon, který by v případě schválení zakazoval na území RF oběh amerického dolaru.

#### Přejmenování Ukrajiny na Malorusko
V roce 2014 usiloval, v rámci užívání Ruské federace, o místní přejmenování názvu 'Ukrajina' na 'Malorusko'.

#### Ruští žoldáci v Sýrii
V roce 2016 jako poslanec Státní Dumy potvrdil, že se bojů v Sýrii účastní i ruští žoldáci.

## Odkazy

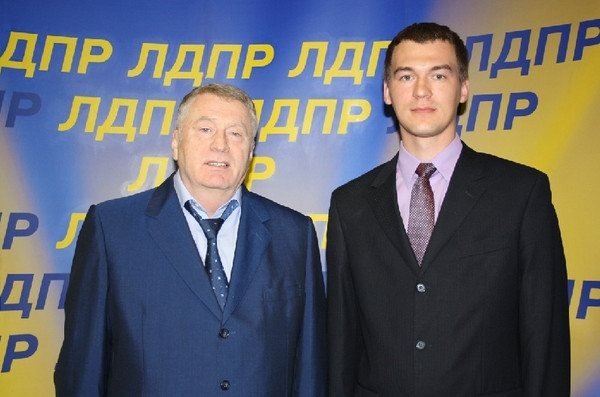
Vladimir Žirinovskij a Michail Děgťarjov